# Rodolfo II della marca del Nord
Rodolfo II (... – Dithmarschen, 14 marzo 1144) fu margravio della marca del Nord e conte di Stade, Dithmarschen e Freckleben.

## Biografia
Era figlio di Rodolfo I, margravio della marca del Nord, e Riccarda, figlia di Ermanno di Sponheim, burgravio di Magdeburgo. 
Rodolfo, l'erede tradizionale del margraviato, assunse il titolo alla morte del suo predecessore Corrado di Plötzkau. 
Una cronaca del XVI secolo riportava che Rodolfo risiedeva a Burg, Dithmarschen (Bökelnburg). Egli governava col pugno di ferro e chiese la sua decima in grano anche dopo diversi anni di siccità. I contadini di Dithmarscher usarono uno stratagemma per sbarazzarsi del loro impopolare sovrano: Nascoste in sacchi di grano c'erano delle armi. Come concordato, aprirono le borse al suono del grido di battaglia "Röhret de Hann, snidet de sac spell!" (Dovreste toccare le mani, tagliare i volumi della borsa). Incendiarono il castello, uccisero il conte insieme a sua moglie (anche se risulta che in seguito sposò Enrico VII di Carinzia) e così conquistarono la loro libertà. Questo evento è ancora oggi raccontato nelle esibizioni al castello. 
Dopo la morte di Rodolfo, suo fratello Arduico (Hartwig) trasferì la sua eredità all'arcivescovado di Brema, per vedersela restituire (un meccanismo simile al sistema del feudo oblato), presumibilmente per ottenere un potente protettore contro l'aggressione di Enrico il Leone. La mossa fu inefficace, poiché Enrico prese possesso delle terre e catturò sia Arduico che l'arcivescovo Adalbero, rilasciandoli solo dopo aver accettato di riconoscere le sue richieste. 
Il successore di Rodolfo come margravio della marca del Nord fu Alberto l'Orso. Alla morte di Rodolfo, suo fratello Arduico gli successe come conte di Stade. 

## Matrimonio e figli
Rodolfo era sposato con Elisabetta, figlia di Leopoldo I il Forte, margravio di Stiria. Essi non ebbero nessun figlio. Con la morte di Rodolfo, la linea maschile dei margravi della marca del Nord si estinse.     